# Zoniopoda danottei
Zoniopoda danottei is een rechtvleugelig insect uit de familie Romaleidae. De wetenschappelijke naam van deze soort is voor het eerst geldig gepubliceerd in 2007 door Carbonell.